# Gyeongsang du Sud
Le Gyeongsang du Sud (en coréen : 경상남도, Gyeongsangnam-do, parfois abrégé sous la forme de Gyeongnam) est une province de la Corée du Sud dont la capitale est Changwon. Elle a été formée en 1896 à partir de la moitié de l'ancienne province du Gyeongsang. Ses symboles sont la rose, le zelkova et le héron blanc.

## Histoire
De l’an 42 à 532, cette région était au cœur de la confédération de Gaya qui a fini par être absorbée par le royaume de Silla. Depuis ce temps, son histoire suit celle du reste de la péninsule.
Pendant la guerre de Corée, l’armée sud-coréenne perpétra des massacres à Geochang ainsi qu’à Sancheong et Hamyang.
Initialement, la capitale provinciale était Jinju jusqu’en 1926, date où elle fut remplacée par Busan. Les villes de Busan et Ulsan deviennent indépendantes de la province en 1963 et 1997 respectivement. Changwon est capitale provinciale depuis 1983.
| 1980  | 1985  | 1990  | 1995  | 2000  | 2005  | 2010  | 2015  | 2020  |
| 3,134 | 3,489 | 3,763 | 3,964 | 3,712 | 3,668 | 3,884 | 4,057 | 3,936 |

La population de la province est en augmentation depuis l’indépendance ; les diminutions sont dues à la séparation de Busan et Ulsan.

## Géographie

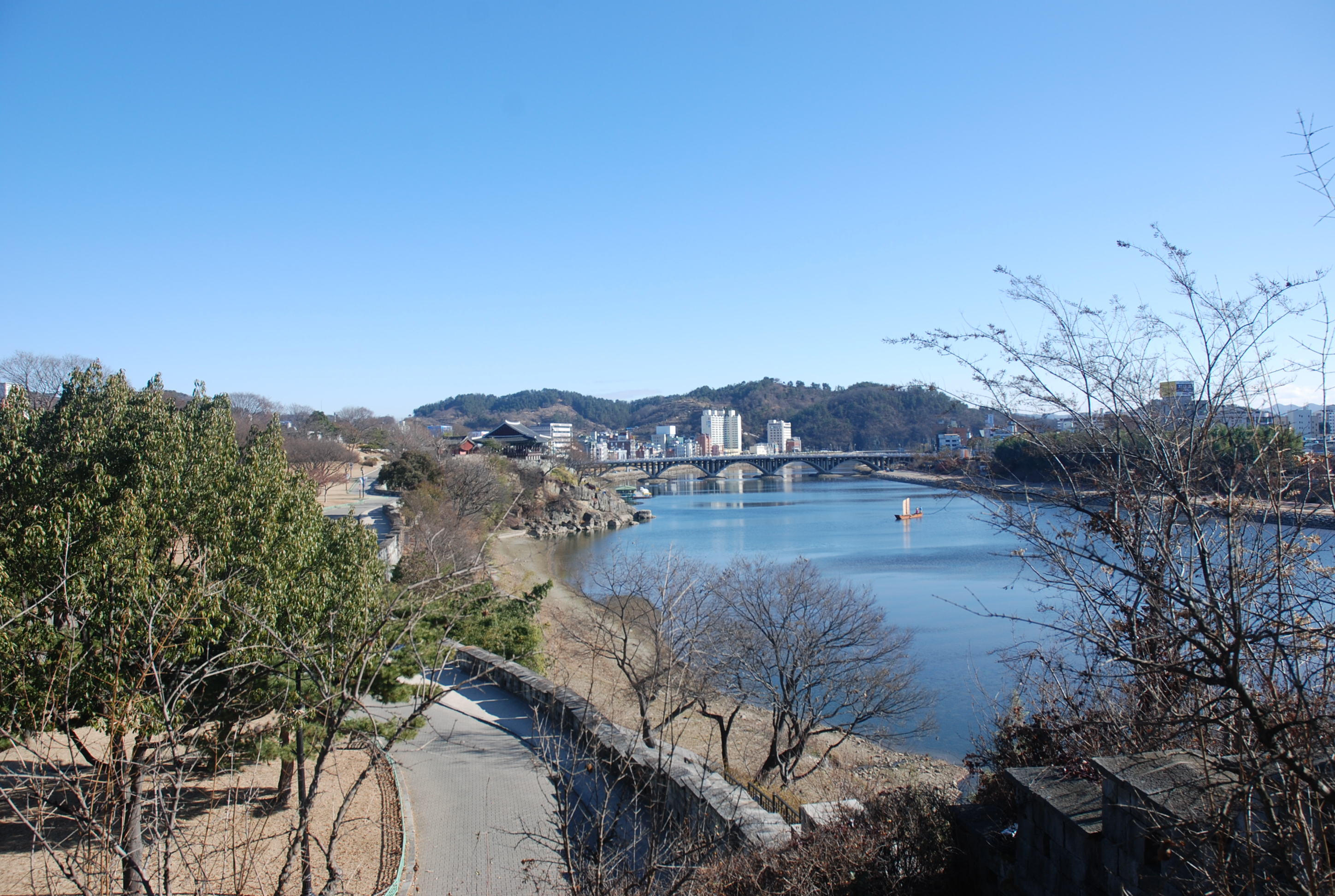
Le Namgang à Jinju

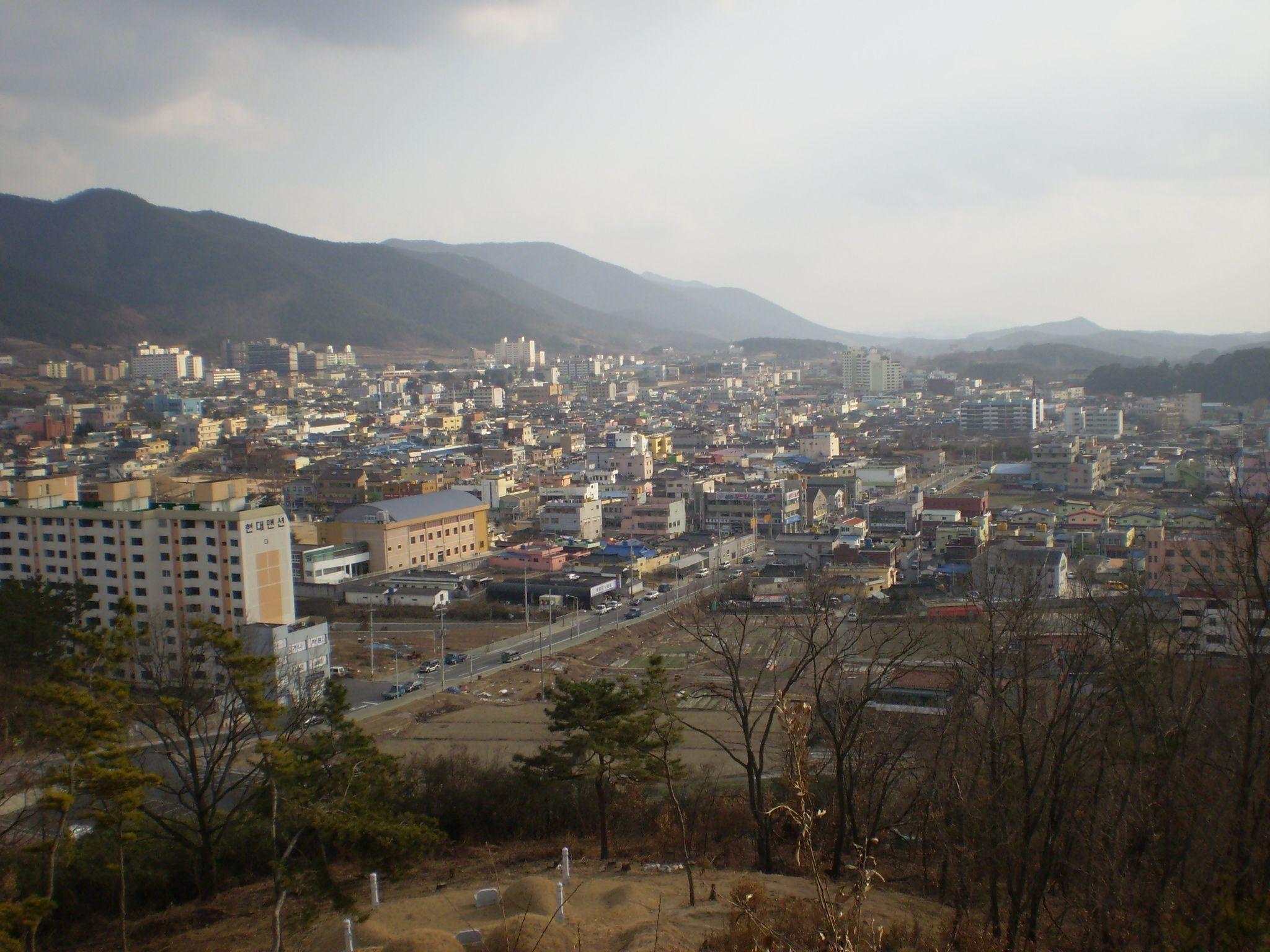
Vue sur Changnyeong

Le Gyeongsang du Sud avoisine à l’ouest les provinces du Jeolla du Nord et du Sud, au nord la ville de Daegu et le Gyeongsang du Nord et à l’est les villes d’Ulsan et Busan. Elle est limitée au sud par le détroit de Corée formant une côte à rias, les vallées des fleuves ayant été noyées par l’élévation du niveau de la mer. Cette côte très découpée possède de nombreuses îles, la région autour de Hallyeosudo a été classée en tant que parc national maritime.
Située entre les monts Taebaek à l’est et les monts Sobaek à l’ouest, la partie centrale est relativement basse et plate, 37 % de la province se trouve à moins de 100 m d’altitude. Le point culminant est le Jirisan à la frontière avec les deux Jeolla, haut de 1 915 m. C’est la deuxième plus haute montagne du pays. À l’est, les plus grandes montagnes sont le Sinbulsan (1 209 m), le Cheonhwangsan (1 189 m) et le Wonyosan (922 m).
La province est arrosée par le Nakdong, un fleuve long de 506 km qui traverse Gimhae et se jette dans la mer à Busan. Coulant très lentement, il a causé des inondations fréquentes jusqu’à la construction de barrages de Namgang en 1969 et d’Andong en 1976. La plaine de son delta est une des meilleures terres agricoles du pays. La production agricole concerne essentiellement le riz, les haricots, les patates, l’orge, le coton, le sésame et les fruits.
Le climat est assez humide et fortement influencé par la mer, les montagnes protégeant la province des vents froids venus du nord. Les précipitations totalisent 1 500 mm et tombent surtout en été. Les températures moyennes sont de 25,3 °C en août et 2,5 °C en janvier. La petite station de ski de la vallée de l’Eden se trouve sur le territoire de la ville de Yangsan.
La province comprend 8 villes (Changwon, Geoje, Gimhae, Jinju, Miryang, Sacheon, Tongyeong et Yangsan) et 10 districts ruraux (Changnyeong, Geochang, Goseong, Hadong, Haman, Hapcheon, Hamyang, Namhae, Sancheong et Uiryeong).
La ville de Miryang est à 2 h 16 de Séoul en KTX, le train à grande vitesse. L’aéroport international de Gimhae est l’aéroport principal de la région car il dessert aussi la ville de Busan. Il propose des vols vers de nombreuses destinations en Asie et a accueilli 7 400 000 passagers en 2007.

## Attractions touristiques

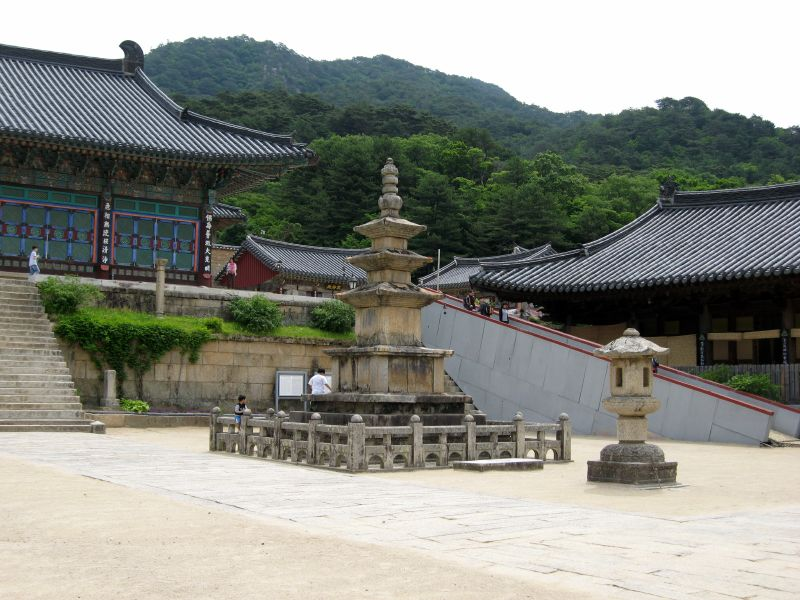
Haeinsa, temple bouddhiste

Le parc national du Jirisan englobe Haeinsa, un temple bouddhiste fondé en 802. Ce temple renferme la Tripitaka Koreana, un recueil de textes sacrés gravés sur 81 258 tablettes de bois au treizième siècle.
D’autres monuments ou objets de valeur ont été classés en tant que trésors nationaux, la plupart se trouvent dans des temples, par exemple à Ssangyesa, Pyochungsa, Cheonggoksa ou Tongdosa. Ce dernier abrite des reliques de Bouddha Sakyamuni.
La tombe du roi Suro, le fondateur du royaume de Garak (42 ap. JC) et du clan des Kim de Gimhae se trouve dans la commune de Seosang à Gimhae. Le complexe des tombes des rois de Gaya se trouve à Dohang-ri et Malsan-ri dans le district de Haman.

## Personnalités liées
- Tal-su Kim (1919-1997), romancier japonais y est né